# Andy Laster
Andy Laster (* 25. Mai 1961 in Bethpage, New York) ist ein US-amerikanischer Saxophonist, Klarinettist und Flötist des Modern Creative Jazz.
Laster, der auf Long Island aufwuchs, zog nach seinem Jazzstudium am Cornish Institute 1985 nach New York City. Seit 1989 spielte er mit eigenen Gruppen mehrere Alben für Sound Aspects ein; zu seiner Band Hydra gehörten zunächst Herb Robertson, Drew Gress, Tom Rainey und Ed Schuller. Er war in den Gruppen von Dave Douglas, Tim Berne und John Zorn tätig und arbeitete Mitte der 1990er Jahre auch mit der Großformation Orange Then Blue von George Schuller und im Sextett von Julius Hemphill. Außerdem spielte er in der Formation Weather Clear, Track Fast von Bobby Previte und wirkte an dessen Enja-Album Too Close for the  Pole (1996) mit. 1998 war Laster Mitglied der Big Band von Ken Schaphorst. Seit 1995 nahm er unter eigenem Namen einige Alben für die Avantgarde-Label Songlines und Knitting Factory auf, an denen Musiker wie Herb Robertson, Cuong Vu, Drew Gress, Erik Friedlander und Tom Rainey mitwirkten. Außerdem spielte er in der Band von Marty Ehrlich (The Long View), mit Mark Helias, Hank Roberts’ Birds of Prey, mit Lyle Lovett und mit Harris Eisenstadt.

## Diskographische Hinweise
- Hippo Stomp (Sound Aspects 1987, mit Frank Lacy, Michele Rosewoman, Drew Gress, Phil Haynes)
- Hydra: Polyogue (Songlines, 1995)
- Interpretations of Lessness (Songlines, 1996)
- New & Used: Consensus (Knitting Factory, 1996), mit Dave Douglas, Kermit Driscoll, Mark Feldman, Tom Rainey
- Soft Shell (Knitting Factory, 1998)
- Window Silver Bright (New World, 2001 mit Cuong Vu, Bryan Carrott, Erik Friedlander, Michael Sarin)